# Masaya Yoshida
Masaya Yoshida (吉田 将也 Yoshida Masaya?, Saitama, 10 de octubre de 1996) es un futbolista japonés que juega como defensa en el ReinMeer Aomori F. C. de la Japan Football League.

## Trayectoria
En 2019 se unió al Thespakusatsu Gunma de la J3 League.

## Clubes
| Club                   | País  | Año       |
| ---------------------- | ----- | --------- |
| Thespakusatsu Gunma    | Japón | 2019      |
| Matsumoto Yamaga F. C. | Japón | 2020-2022 |
| Tochigi S. C. (cedido) | Japón | 2021      |
| ReinMeer Aomori F. C.  | Japón | 2023-     |